# ГЕС Сагулінг
ГЕС Сагулінг — гідроелектростанція в Індонезії на заході острова Ява. Знаходячись перед ГЕС Чірата, становить верхній ступінь каскаду на річці Citarum, яка впадає у Яванське море за кілька десятків кілометрів на північний схід від Джакарти.
У межах проекту річку перекрили кам'яно-накидною греблею висотою 99 метрів та довжиною 301 метр, яка утримує водосховище з площею поверхні 53 км2 та об'ємом 2,75 млрд м3. Від нього через правобережний масив проклали два паралельні дериваційні тунелі довжиною 5 км з діаметром 5,8 метра, які після запобіжних балансувальних резервуарів переходять у два напірні водоводи довжиною по 1,2 км з діаметрами 4 метри.
Основне обладнання станції становлять чотири турбіни типу Френсіс потужністю по 175,2 МВт, які при напорі у 385 метрів забезпечують виробництво 2156 млн кВт-год електроенергії на рік.